# Carl Heinrich Jacobi
Carl Heinrich Jacobi (* 30. November 1824 in Erfurt; † 3. Juli 1897 in Phoenixville, Pennsylvania) war ein deutscher Fotograf und Lichtdrucker des 19. Jahrhunderts. Er arbeitete in Creuznach, dem heutigen Bad Kreuznach, Neuendorf bei Koblenz, Berlin und Dresden sowie in Philadelphia in den Vereinigten Staaten von Amerika.

## Leben
Carl Christian Heinrich Jacobi wurde am 30. November 1824 in Erfurt geboren. Etwa 1850 heiratete er Emilie Weiss (1826–1898) aus Schönhausen in der Altmark. Im Geburtseintrag seines ersten Kindes 1852 in Paderborn steht als Berufsbezeichnung „Sections-Geometer bei der Westphälischen Eisenbahn“.

## Atelier in Creuznach
1857 kam Jacobi als Fotograf nach Creuznach, dem heutigen Bad Kreuznach. Er begann als Mitinhaber des Ateliers Mayr & Jacobi. 1860 trennte sich Jacobi von Mayr und gründete ein eigenes Atelier. Er wandte sich sehr bald der Landschaftsfotografie zu. Seine Bilder aus dieser Zeit zeigen Motive aus dem Rheinland: die Brückenhäuser in Bad Kreuznach, die Ebernburg, den Rheingrafenstein in Bad Münster und Koblenz.

## Lichtdruckanstalt in Neuendorf
Etwa 1868 zog Jacobi in die Nähe von Koblenz, zunächst nach Wallersheim (heute Stadtteil von Koblenz) und kurze Zeit später nach Neuendorf (heute ebenfalls Stadtteil von Koblenz). Er gab eine Stereofotoserie heraus: „Le Rhin & ses environs“ mit der Fotografenbezeichnung „Phot. C. H. Jacobi, Coblenz“.
Jacobi baute in den folgenden Jahren eine Lichtdruckanstalt auf, die – neben der von Theodor Creifelds in Köln – bald zur bedeutendsten im Rheinland wurde. Bereits 1872 wurde ein „sehr schöner Lichtdruck“ von einem eigenen Foto des Lahntals im Photographischen Archiv abgedruckt. Auch im folgenden Jahr fanden Lichtdrucke Jacobis allgemeine Anerkennung. So wurde in der „Photographischen Correspondenz“ ein Lichtdruck von einem Foto des Kurparks in Wiesbaden von Jacobi abgedruckt. Er führte bei dieser Gelegenheit aus, „dass er alle bekannten Methoden des Copirens der Matrizen durchgemacht“ habe und schließlich bei „dem Verfahren des Einstaubens geblieben sei“, das er wegen seiner Einfachheit und Raschheit empfehle. Bei demselben wuchs jedoch „die Schwierigkeit mit der Größe der Platte und ist auch die Natur der Fragstaubtheilchen von wesentlichem Einflusse, so lassen sich mit der Contekreide von grünschwarzer Sorte sehr schöne Negative erhalten, hingegen liefert die braun-schwarze Sorte Negative von grosser Durchsichtigkeit, die jedoch zu hart sind.“ Er habe ferner auch „Negative mit Einstauben mit Gravit“ hergestellt.
Im Deutsch-Französischen Krieg 1870/71 fertigte Jacobi im August 1870 Panoramaaufnahmen vom Schlachtfeld bei Saarbrücken und im Oktober Stereoaufnahmen vom zerstörten Straßburg nach der Belagerung der Stadt.
Im 'Militair=Wochenblatt' vom 16. Oktober 1872 wurde auf eine „reiche Auswahl photographischer Ansichten, welche von dem Photographen C. H. Jacobi in Neuendorf bei Coblentz trefflich ausgeführt und in dem Verlage von Siebert in Saarbrücken erschienen sind“, hingewiesen. Sie enthielt „68 Ansichten aus der Umgebung von Metz und 12 Ansichten aus der Gegend von Saarbrücken-Spichern“. Ausdrücklich hingewiesen wurde auf die Ansichten von St. Privat und St. Marie-aux-Chênes, Verneville, Gravelotte und St. Hubert. Auch auf Aufnahmen von Roisseville, Spicherer Berg, Goldene Bremm, Styringer Eisenwerk und verschiedener Denkmäler Gefallener wurde hingewiesen.

## Erfolge und Auszeichnungen
1874 erhielt Jacobi auf der Photographischen Ausstellung Paris eine ehrenvolle Erwähnung. Dort wurde auch ein portugiesischer Amateur, Carlos Relvas, ausgezeichnet, der später für Jacobi eine besondere Bedeutung bekommen sollte. Im selben Jahr druckte die Photographische Correspondenz erstmals einen Lichtdruck eines Fotos ab, das Jacobi nicht selbst aufgenommen hat, ein Stillleben von C. Lehmann. Um diese Zeit wandelte er sich vom Fotografen zum Drucker.
1875 erschien im Photographischen Archiv ein besonderer Lichtdruck aus Jacobis Anstalt, ein Foto des Magdeburger Fotografen Gustav Haertwig, das diesen auf seinem selbst konstruierten zweispurigen Velociped zeigt. Fotografen brauchten in dieser Zeit eine umfangreiche Ausrüstung und Haertwig hatte sich mit seinem pedalgetriebenen Wagen etwas besonderes einfallen lassen.
Zur Photographischen Ausstellung in Wien erscheint folgende Ankündigung:
„Carl Heinrich Jacobi (Firma C. H. Jacobi, photographische Kunstanstalt und Lichtdruckerei, gegr. 1860) in Neuendorf-Coblenz – Ehrenvolle Anerkennung Hamburg 1868 und Paris 1874 für Statuen, Landschaften und für Lichtdrucke.- Bevollmächtigter Oscar Kramer in Wien, L, Kohlmarkt 18. – 12 Lichtdrucke.
1. Panorama von Saarbrücken und St. Johann von der Löwenburg aus mit Aplanat 3’ 105 von E. Liesegang aufgenommen.
2. Aussicht von Neuenkirchen bei Saarbrücken, desgleichen. (Der Ort liegt gegen Norden und ist beständig im Dunst des Stüms’schen Hüttenwerkes.)
3. Aussicht von Saarburg. Mit Kugellinse von Gase & Charconnet aufgenommen; Witterung trübe.
4. Grube Reden
5. Schacht Itzenblitz beide bei Neuenkirchen, mit Aplanat bei trübem Wetter aufgenommen.
6. Grube Püttlingen bei Völklingen. Während Regen und bei trübem Himmel mit Aplanat aufgenommen.
7. und 8. Reproductionen, nach Kupferstichen mit Aplanat 5 aufgenommen: „Luther’s Thesen an der Schlosskirche zu Wittenberg“ und „Fruchtlose Strafpredigt“
9. „Der Alte in der Heidenhöhle“ (Scene aus Eckehardt), Original von Jamy, nach Tuschzeichnungen aufgenommen.
10. „Der Marder in der Falle“, Original von Deiker, nach einer Federzeichnung
11. Sonnenberg bei Wiesbaden
12. Radierung von Schirmer, Reproduction.
Sämmtliche Bilder sind Lichtdrucke, die Bildschichte behufs Umkehrens mittels Gelatine vom Glas abgezogen.“
Jacobi erhielt für seine Lichtdrucke „mit besonderer Anerkennung bezüglich der Größe der Lichtdruckplatten und der Schärfe der Reproductionen“ eine Silberne Medaille, während sein Kölner Konkurrent Creifelds nur eine Bronzemedaille erhielt.
Im gleichen Jahr traf Carl Heinrich Jacobi mit Carlos Relvas (1838–1894) „Hidalgo da Casa Real, grande amigo do Rei“, einem adeligen, reichen Fotoamateur eine Vereinbarung über die Einrichtung einer Lichtdruckanstalt bei Relvas in Gollega (Portugal). Der Sohn Jacobis, Emile Jacobi (1853–1918), geht dazu für längere Zeit nach Portugal.
Talbot legte im Juli 1875 „eine Collection Lichtdrucke“ von Jacobi den Mitgliedern des Vereins zur Förderung der Photographie in Berlin vor, „die sich wohl den besten ihrer Art zur Seite stellen dürften.“ Talbot führte dabei aus: „Das Drucken der Jacobi’schen Bilder scheint nicht gerade außergewöhnlich schwierig zu sein“, denn Jacobi habe mitgeteilt, „dass die Heranbildung eines guten Druckers, selbst ohne Vorkenntnisse, nicht mehr Schwierigkeiten habe, als die eines Copirers für den gewöhnlichen Silberprozess. Das Jacobi’sche Druckpersonal sei sämmtlich aus gewöhnlichen Hülfsarbeitern, resp. Hülfsarbeiterinnen herangebildet.“ Weiter bemerkte Talbot: „dass das Jacobi’sche Verfahren auch in Portugal praktisch ausgeübt“ werde, „indem Hr. Relvas in Lissabon dasselbe käuflich erworben und unter Leitung des Hrn. Jacobi jun. erlernt habe.“ Er legte Proben von Relvas vor, die „nach dem Urtheil der Versammlung höchst anerkennenswerth sind.“ Am 1. Oktober 1875 wurde C. H. Jacobi dann Mitglied des Vereins zur Förderung der Photographie in Berlin.
1876 erscheinen in verschiedenen photographischen Zeitschriften Lichtdrucke von Jacobi, u. a. von dem bekannten Fotografen Luckhardt in Wien.
Im gleichen Jahr nahm Jacobi an der Weltausstellung in Philadelphia teil und wurde für seine Lichtdrucke prämiert.

## Lichtdruckanstalt in Berlin
Im Juni 1876 verlegte Jacobi seinen Wohnsitz nach Berlin in die Seydelstraße, die vom Spittelmarkt nach Südosten abzweigt. Zusammen mit Robert Prager gründete Jacobi eine neue Firma, die sich auf 'die Anwendung der Photographie zur Reproduction von Oelgemälden' spezialisierte, das 'Berliner Phototypische Institut' in der Friedrichstraße 247. Eine Probe, die Reproduktion des Ölgemäldes 'Im Walde' von E. Freisleben, wurde in den Photographischen Mittheilungen 1877 veröffentlicht. Im Text dazu heißt es: 'Bereits im Vorjahre hatte die Anstalt eine Reihe trefflicher Kunstwerke aus der Jahresausstellung für ihr Etablissement acquirirt und auch für dieses Jahr steht eine interessante Collection trefflicher neuer Aufnahmen nach Bildern der Kunstausstellung in Aussicht'.
1878 wanderte Sohn Emile Jacobi mit dem Schiff 'Switzerland' nach Nordamerika aus.
1879 trennte sich Jacobi wieder von Prager. C. H. Jacobi teilt dem Verein zur Förderung der Photographie in Berlin im Oktober 1879 brieflich mit, 'dass er nach Dresden übergesiedelt und im Atelier von Römmler & Jonas thätig' ist.

## Intermezzo in Dresden
In den Jahren 1879 bis 1885 ist C. H. Jacobi mit der Berufsbezeichnung 'Photograph' in den Dresdener Adressbüchern nachweisbar. In den Mitgliederverzeichnissen des Vereins zur Förderung der Photographie in Berlin 1881/1882 und 1882/1883 lautet der Eintrag: 'Jacobi, C.- H., Lichtdruckereibesitzer in Dresden'.
Römmler & Jonas war 1871 von dem Fotografen Emil Römmler und dem Buchhalter Leopold Erasmus Jonas gegründet worden. 1879 war die Firma in eigenen Geschäftsräumen in Dresden in der Neuen Gasse am Striesener Platz ansässig. Typische Produkte waren Kabinettkarten und Leporellos.
1890 ist Carl Heinrich Jacobi im Adressbuch Kiel nachweisbar. Bei Nachfahren in den USA sind Kabinettfotos enthalten mit der Bezeichnung 'C. H. Jacobi Photogr. Atelier Alb. Kamieth's Nachf. Kiel Vorstadt 20'.

## Auswanderung nach Amerika
Im August reiste Jacobis Ehefrau Emilie mit der Tochter Anna nach Nordamerika aus, im Oktober folgten Jacobi selbst und Tochter Clara mit dem Schiff 'Suevia'. Der Eintrag in der Passagierliste lautet:
Carl Jacobi (66) Fotograf aus Erfurt, Ziel New York als Kabinenpassagier reisend mit Ehefrau Klara (29) an Bord des Schiffes 'Suevia' (Hamburg & Le Havre – New York), Ankunft 20. Oktober 1890. (Clara war jedoch die Tochter geb. Apr. 1861 gest. Apr. 1930).
1893 erschien in der Photographische Correspondenz einen Artikel über Autotypie (Halftone) von „C. H. Jacobi in Philadelphia“, in dem der Autor auf einen Artikel von Professor Husnik über „Autotypie-Negative, Netze und was sonst damit zusammenhängt“ im Jahrbuch 1892 von Dr. Eder eingeht. Jacobi schreibt, er habe sich in Philadelphia zwei Jahre damit beschäftigt und viele Hindernisse zu überwinden gehabt, seit anderthalb Jahren aber liefere „Max Levy in 1213 Race Street so viele Originalscreens, dass es eine wahre Freude“ sei, damit zu arbeiten. (In Philadelphia hatte F.E. Ives in der ersten Hälfte der 1880er-Jahre die 'screen method' entwickelt, bei der die Punkte der Autotypie durch ein Gitternetz erzeugt wurden. Diese dann von Max Levy 1890 verbesserte Methode scheint auch Jacobi benutzt zu haben.)
1897 starb Carl Heinrich Jacobi am 3. Juli in Phoenixville, Chester, Pennsylvania.